# Logouana
Logouana è un comune rurale del Mali facente parte del circondario di Koutiala, nella regione di Sikasso.
Il comune è composto da 5 nuclei abitati:
- Koreasso
- Lelebougoro
- Leleni
- Leresso
- Logouana